# John Lewis (Politiker)

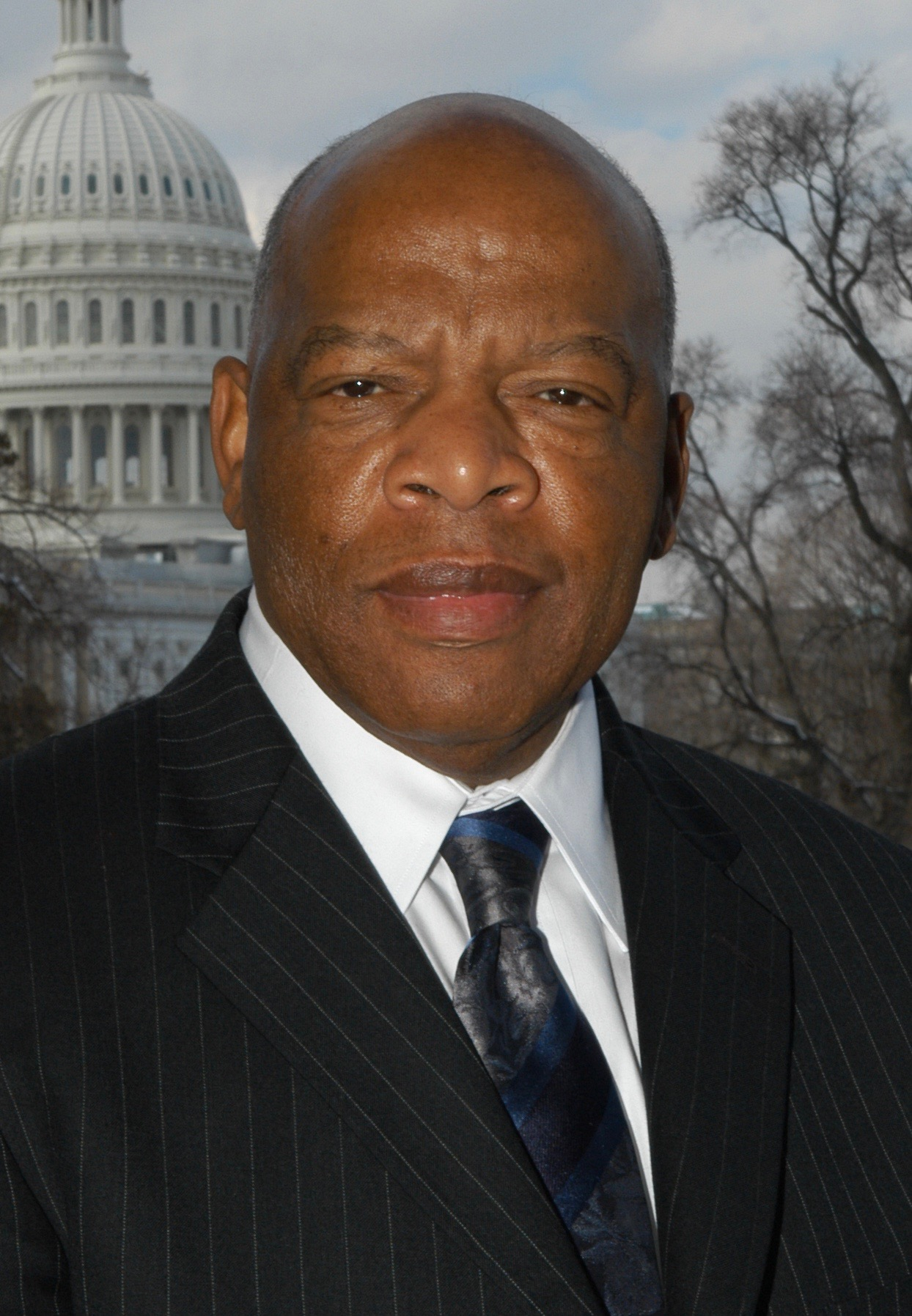
John Lewis (2006)

John Robert Lewis (* 21. Februar 1940 in Troy, Alabama; † 17. Juli 2020 in Atlanta, Georgia) war ein US-amerikanischer Politiker (Demokratische Partei), Bürgerrechtler und Autor.

## Leben

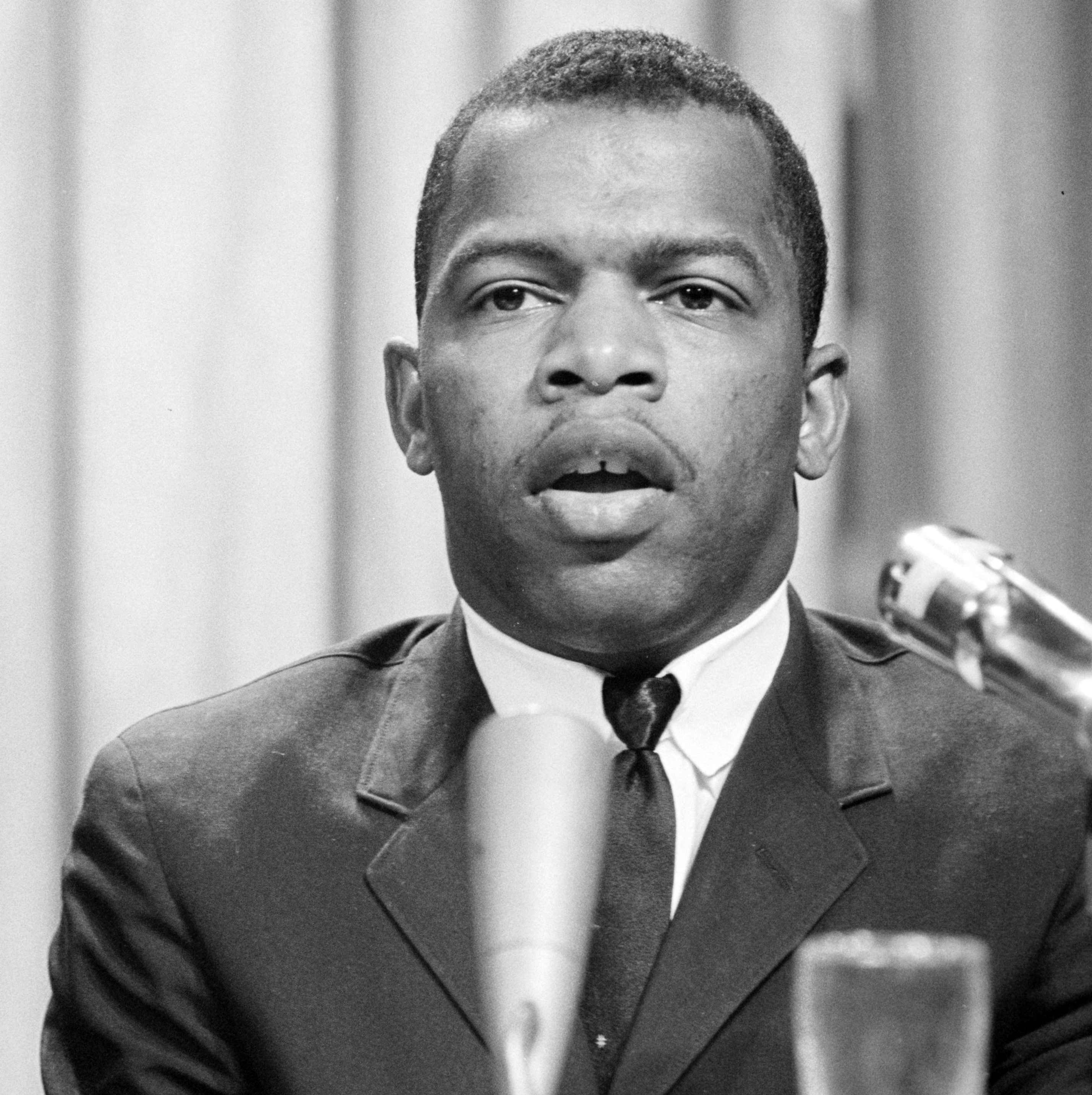
John Lewis (1964)

John Lewis wurde in der Nähe des Ortes Troy in Alabama als drittes von zehn Kindern von Eddie und Willie Mae Lewis geboren. Seine Eltern waren Farmer auf Land, das einem Weißen gehörte. Er studierte in Nashville, Tennessee, an einem baptistischen Priesterseminar und setzte sich zugleich als Aktivist gegen die Rassentrennung in Restaurants und Bussen ein. 1960 wurde er wegen seiner Proteste erstmals festgenommen.
John Lewis war ein wichtiger Führer der amerikanischen Bürgerrechtsbewegung. Er nahm an mehreren Freedom Rides teil, war Vorsitzender des Student Nonviolent Coordinating Committee und Redner beim Marsch auf Washington für Arbeit und Freiheit 1963 vor mehr als 200.000 Menschen. Er leitete 1965 den ersten der Selma-nach-Montgomery-Märsche an, welcher auf der Edmund-Pettus-Bridge am sogenannten „Bloody Sunday“ durch Polizeigewalt gestoppt wurde. Lewis erlitt dabei eine Schädelfraktur. Er spielte eine Schlüsselrolle bei der Beendigung der Rassentrennung in den Vereinigten Staaten.
Als Abgeordneter der Demokraten vertrat er seit 1987 den 5. Distrikt von Georgia im Repräsentantenhaus der Vereinigten Staaten; zuvor war er von 1982 bis 1986 Stadtverordneter in Atlanta gewesen.
Lewis war einer der ersten Abgeordneten, die vorschlugen, Präsident George W. Bush des Amtes zu entheben. Er begründete dies damit, dass der Präsident wissentlich und systematisch das Gesetz gebrochen habe, als er den Geheimdienst NSA bevollmächtigte, Telefongespräche ohne richterlichen Beschluss abzuhören. Zitat Lewis: „Er ist kein König, er ist Präsident.“

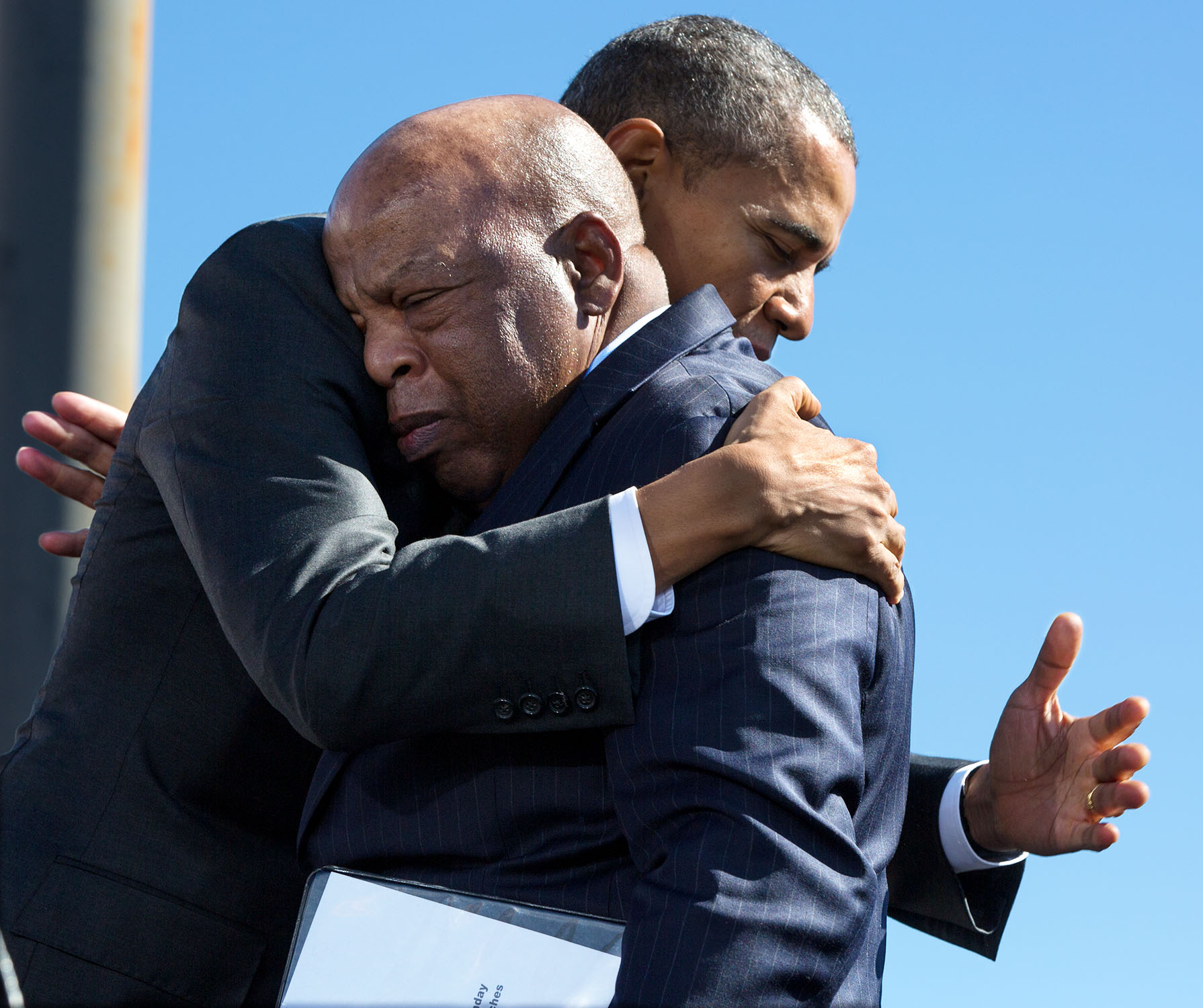
Barack Obama umarmt John Lewis, 2015

Nachdem Lewis zunächst den Wahlkampf von Hillary Clinton unterstützt hatte, setzte er sich später für eine Nominierung Barack Obamas als Präsidentschaftskandidat der Demokratischen Partei im Jahr 2008 ein. Er engagierte sich allgemein für eine gerechtere Sozialpolitik, so zum Beispiel für Obamas Krankenversicherung. 2011 erhielt er mit der Presidential Medal of Freedom die höchste zivile Auszeichnung der USA. Im Mai 2012 verlieh ihm die University of Pennsylvania die Ehrendoktorwürde.
Nachdem der mehrheitlich von den Republikanern dominierte Kongress nach dem Massaker in Orlando am 22. Juni 2016 nicht über schärfere Waffengesetze abstimmen wollte, organisierte Lewis einen mehrstündigen Sitzstreik der demokratischen Fraktion. Die Abgeordneten blieben die Nacht über im Sitzungssaal, was die Republikaner dazu bewog, am darauffolgenden Tag mit ihrer Mehrheit die Sitzung bis Juli 2016 zu vertagen.
Jedes Jahr um den 7. März erinnerte Lewis in Selma an den Marsch von 1965. Dabei wurde er von Politikern aus allen Lagern begleitet, von Schülern und Studenten, die sich in der High School oder an ihren Universitäten gegen Rassismus und Armut engagierten. Lewis spornte seine Begleiter an, sich politisch einzumischen: „Seid zuversichtlich, habt Hoffnung. Macht guten, weil nötigen Ärger!“

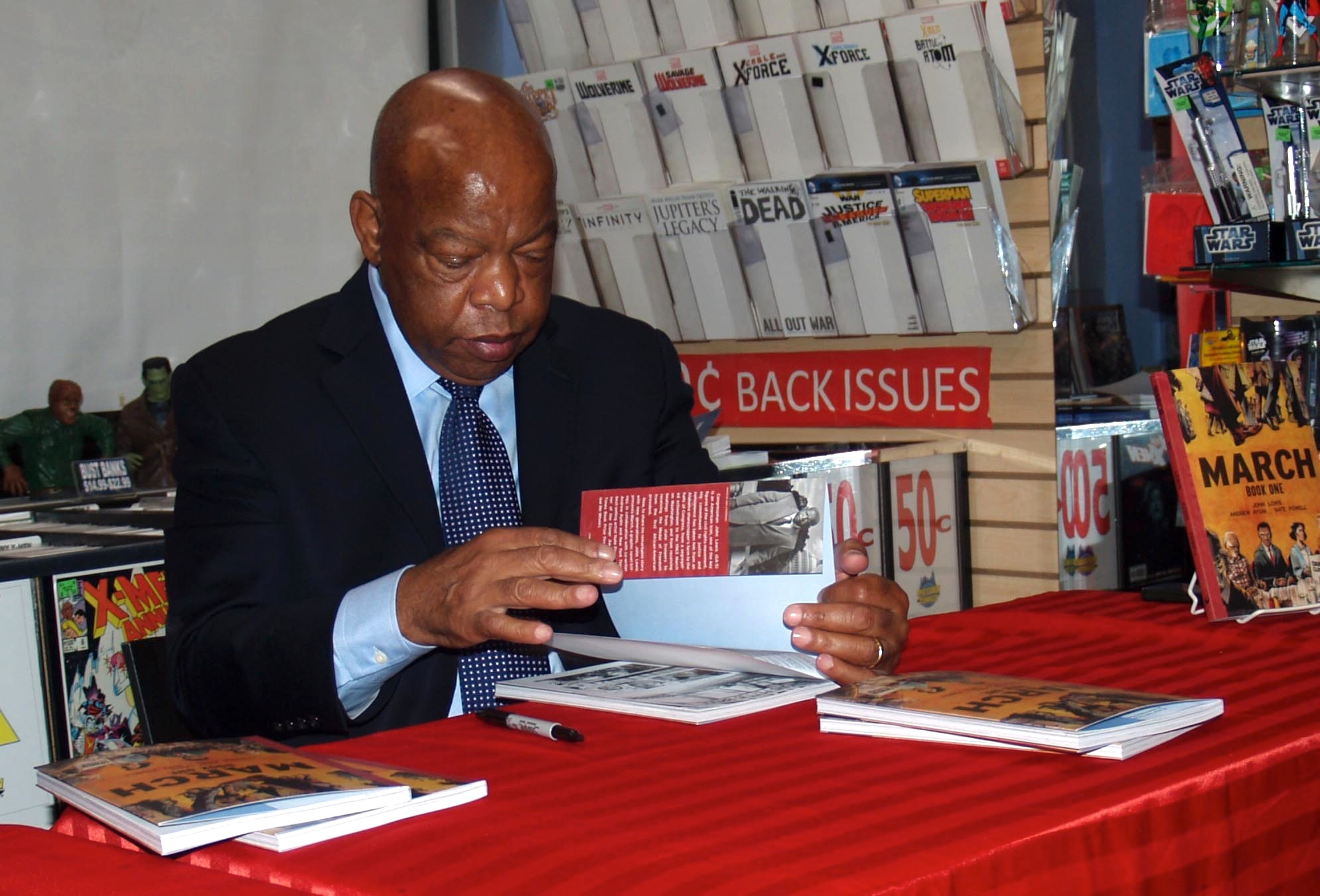
Lewis signiert Kopien von March Book One (2013), dem ersten Band seiner Autobiografie, in Midtown Comics in Manhattan

Für die Graphic Novel March: Book Three wurde Lewis 2016 mit einem National Book Award in der Kategorie „Young People’s Literature“ ausgezeichnet; der Roman erhielt auch den Michael L. Printz Award und vier weitere Preise. 2016 wurde Lewis auch vom United States Holocaust Memorial Museum mit dem Elie Wiesel Award ausgezeichnet.
Ende 2019 gab Lewis bekannt, dass bei ihm Bauchspeicheldrüsenkrebs im fortgeschrittenen Stadium (Stadium IV) diagnostiziert wurde. Sein Mandat im Repräsentantenhaus wollte er auch während der Therapie wahrnehmen. Im Juli 2020 starb Lewis im Alter von 80 Jahren. Seine sterblichen Überreste wurden nach einer Trauerzeremonie in Troy nacheinander im Alabama State Capitol, im Kapitol in Washington und im Georgia State Capitol aufgebahrt. Er fand seine letzte Ruhe auf dem South-View Friedhof in Atlanta, Georgia, auf dem bereits mehrere bedeutende Bürgerrechtler begraben sind. Die Begräbnisfeier wurde im Fernsehen übertragen.
Lewis heiratete im Jahr 1968 Lillian Miles († 31. Dezember 2012). Der Ehe entstammt sein Sohn John-Miles Lewis.

## Ehrung
Am 16. August 2024 wurde John Lewis in Decatur im US-Bundesstaat Georgia mit einer Statue des Bildhauers Basil Watson geehrt. Sie wurde an der Stelle aufgestellt, wo die United Daughters of the Confederacy 1908 einen Obelisken als Denkmal für die Konföderation errichtet hatten. Der Obelisk wurde 2020 entfernt.

## Publikationen
- Across That Bridge: Life Lessons and a Vision for Change, Hachette Books 2012, ISBN 978-1-4013-2411-7.
- March: Book One mit Andrew Aydin und Nate Powell, Top Shelf Productions 2013, ISBN 978-1-60309-383-5.
- March: Book Two mit Andrew Aydin und Nate Powell, Top Shelf Productions 2015, ISBN 978-1-5311-9481-9.
- March: Book Three mit Andrew Aydin und Nate Powell, Top Shelf Productions 2016, ISBN 978-1-5311-9480-2.
- March: Trilogy Slipcase Set mit Andrew Aydin und Nate Powell, Top Shelf Productions 2016, ISBN 978-1-60309-395-8.
- Run: Book One mit Andrew Aydin, Nate Powell und Afua Richardson, Abrams 2019, ISBN 978-1-4197-3069-6.
- Walking with the Wind: A Memoir of the Movement, Simon & Schuster 2015, ISBN 978-1-4767-9771-7.